# Monte Tarawera
Il monte Tarawera è un vulcano nel distretto di Rotorua, nella regione della Baia dell'Abbondanza, sull'Isola del Nord della Nuova Zelanda. Il monte Tarawera è il vulcano responsabile nel 1886 di una delle più grandi eruzioni storiche della Nuova Zelanda. Fa parte della caldera di Okataina.

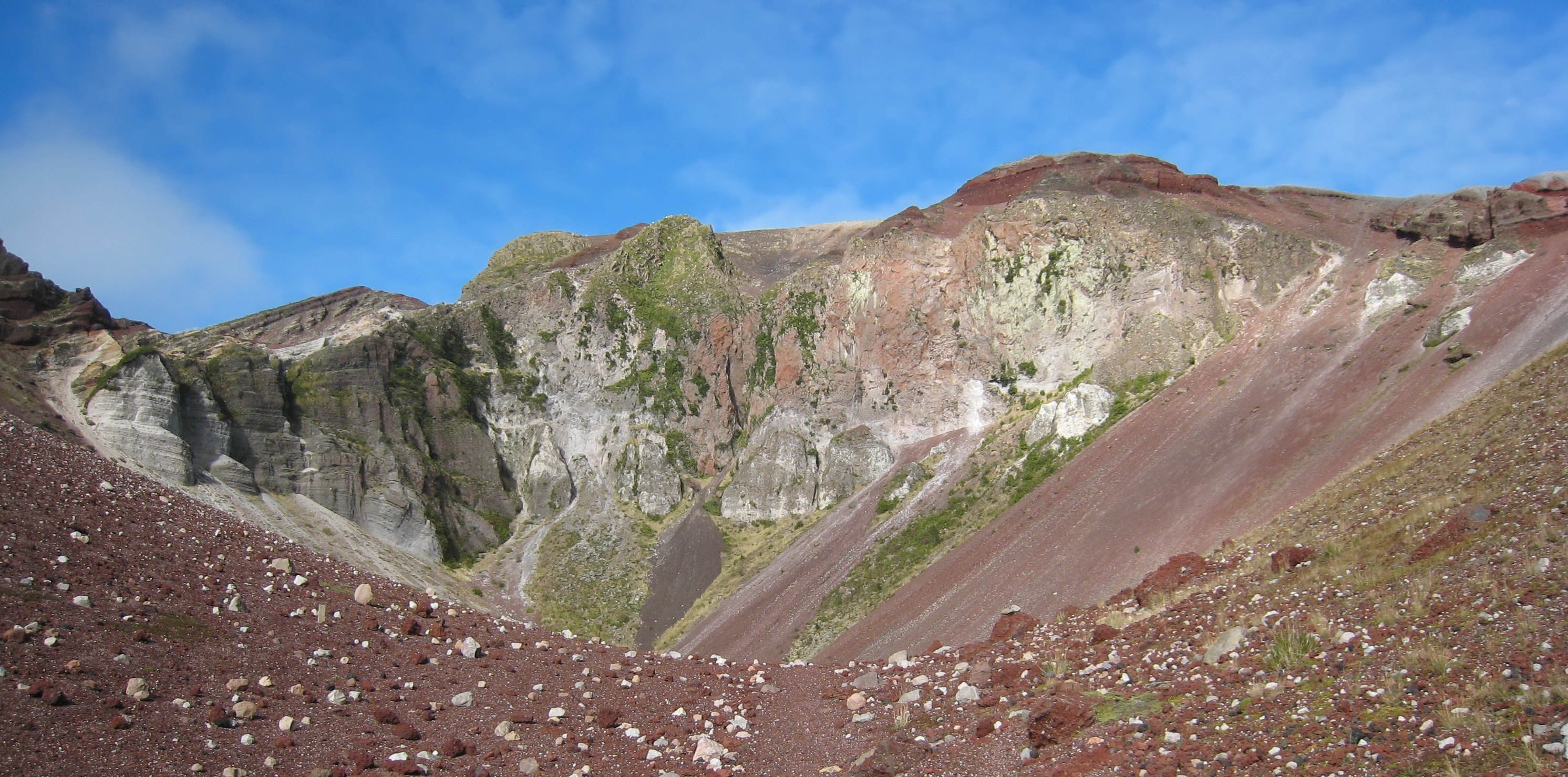
Cratere di Tarawera

## Geografia
Il vulcano si trova a circa 24 km a sud-est di Rotorua e 23 km a sud-ovest di Kawerau sul lato sud-est del lago Tarawera. Altri due laghi, il lago Rotomahana e il lago Rerewhakaaitu si trovano rispettivamente sui lati sud-occidentale e meridionale del vulcano. Il fiume Tarawera scorre lungo il fianco nord della montagna dall'omonimo lago. La zona inoltre è ricca di sentieri escursionistici, tra i quali uno che passa sotto una delle cascate del Tarawera.

## Descrizione
Il monte è costituito da una serie di duomi riolitici che nel 1886 furono fissurati da un'esplosiva eruzione basaltica. La parte più alta del vulcano, il picco Ruawahia, si trova a 1111 m s.l.m. Il cratere è formato da numerose fessure e si estende per oltre 17 chilometri da nord-est a sud-ovest.

## Eruzioni

### 1315
Verso il 1315 il monte Tarawera ebbe una forte eruzione. Le ceneri eruttate durante quest'evento sarebbero all'origine dell'abbassamento delle temperature dell'intero pianeta che ha causato la Grande carestia del 1315-1317 in Europa.

### 1886
Nel 1886, l'eruzione del Tarawera è stata l'eruzione in Nuova Zelanda che ha mietuto più vittime dall'arrivo degli europei: circa 120 persone furono uccise e molti insediamenti furono distrutti o sepolti.. La sommità del vulcano eruttò nel giugno 1886 e formò i tre picchi Ruawahia Dome, Tarawera Dome e Wahanga Dome che eruttarono a loro volta, coprendo di cenere tutta la regione e seppellendo famose Terrazze Rosa e Bianche, meraviglie naturali della Nuova Zelanda.